# ISM University of Management and Economics

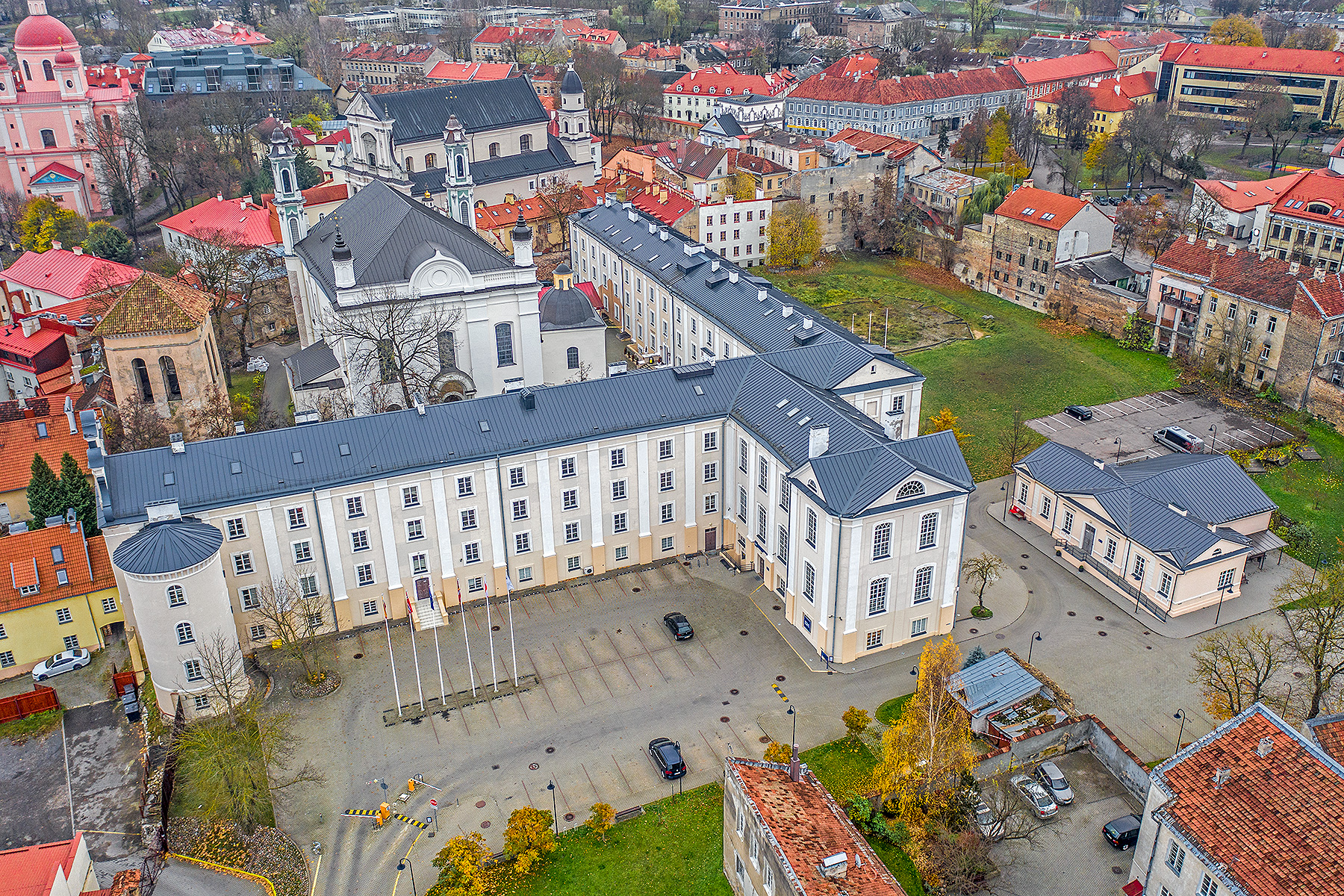

ISM University of Management and Economics ist eine private Universität in Litauen. Sie verleiht Bachelor-, Master- und Doktortitel in den Studienfächern Betriebswirtschaftslehre, Volkswirtschaftslehre, und Wirtschaftsinformatik. Die Universität gilt als beste Business School in baltischen Staaten. 
Die Universität agiert an zwei Standorten in Vilnius und Kaunas.

## Geschichte

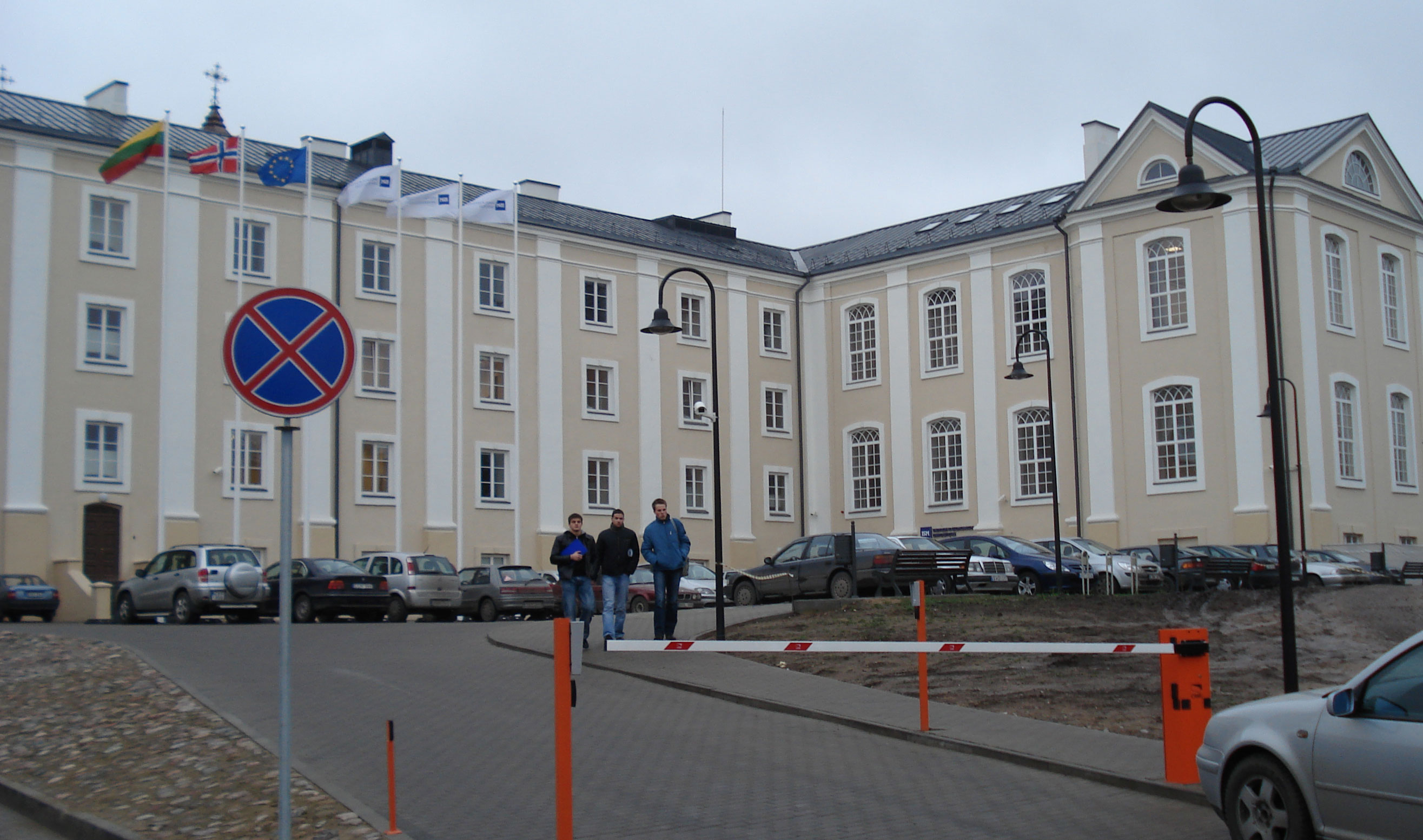
ISM in Vilnius

Die ISM University of Management and Economics wurde 1999 von der Norwegian School of Management BI gegründet und war damit die erste private Universität Litauens. Sie ist eine Business School und hat sich dementsprechend ausschließlich auf Wirtschaftswissenschaften spezialisiert.  Das Studienangebot umfasst einen vierjährigen Bachelor- sowie zwei verschiedene Master- und einen Promotionsstudiengang. Im Jahre 2007 studierten in Kaunas und Vilnius an der ISM 1772 Studentinnen und Studenten, wobei von diesen 1418 im Bachelor- 330 im Master- und 24 im Doktorandenprogramm eingeschrieben waren.

## Lehrer
- Petras Baršauskas (* 1953), Ingenieur
- Andrius Bielskis (* 1973),  Philosoph
- Leonidas Donskis (1962–2016), Philosoph
- Artūras Grebliauskas (* 1965), Ökonom
- Marius Jurgilas (* 1979), Ökonom
- Rimantas Kočiūnas (* 1953), Psychologe und Psychotherapeut
- Jonas Edmundas Kvedaravičius (* 1943), Ökonom
- Zigmas Lydeka (* 1954),  Ökonom, VDU-Rektor
- Gintautas Mažeikis, Philosoph[2]
- Sigitas Renčys (* 1948)
- Jekaterina Rojaka (*  1978), Ökonomin und Wirtschaftspolitikerin, Vizeministerin

## Absolventen
- Kristijonas Bartoševičius (* 1987), Politiker, Mitglied im Seimas
- Šarūnas Gustainis (* 1975), Politiker, Mitglied im Seimas
- Žydrūnė Juodkienė (* 1974),  Politikerin, Vizeministerin für Energie
- Modestas Kaseliauskas (* 1974),  Verwaltungsjurist
- Mindaugas Sinkevičius (* 1984), Politiker, Wirtschaftsminister und Bürgermeister von Jonava
- Darius Skusevičius (*  1983), Diplomat und Politiker (Vizeminister)
- Linas Slušnys (* 1968), Kinderpsychiater und Politiker, Seimas-Mitglied
- Kęstutis Šetkus (* 1980), Politiker, Vizeminister für Umwelt
- Arijandas Šliupas (* 1973),  Manager und Politiker, Vizeminister
- Karolis Žemaitis (* 1993), Wirtschaftspolitiker, Vizeminister